# Шайдаев, Велихан
Велихан Шайдаев — советский хозяйственный, государственный и политический деятель, чернорабочий, помощник бурильщика на Бакинских нефтепромыслах, бригадир рыбаков в Дагестанской АССР, бурильщик скважины №56 Избербашских нефтепромыслов, стахановец, председатель колхоза им. Сталина села Курхюр Касумхюрского района, председатель колхоза им. Салмана села Чухверхюр, председатель хозяйства в родном ауле Хпитар. Избирался депутатом Верховного Совета СССР 1-го созыва.

## Биография
Велихан Шайдаев родился в 1899 году в горном селе Хпитар Кюринского округа. Член ВКП(б). С 1911 года — на хозяйственной, общественной и политической работе. Ему едва минуло семь лет, когда умер отец. Через год ушла и мать в мир иной, оставив круглыми сиротами сына и двух дочерей. В 12 лет Велихан узнал всю горечь и тяжесть подневольного труда. В 1911–1919 гг. — батрак у зажиточных горцев в селе Нижнем Яраге. В. Шайдаев в 1927 году в поисках лучшей доли уезжает в г. Баку, где для него начались новые испытания. Работал на нефтепромыслах чернорабочим. Пытливый горец через два года получил квалификацию помощника бурильщика, став классным специалистом. Свой очередной отпуск в 1932 году В. Шайдаев проводил в родном ауле Хпитар. Ему захотелось остаться в Дагестане. И он поступил на рыбный промысел, возглавив бригаду рыбаков. Вскоре по окончании путины он узнал, что на новом дагестанском нефтепромысле в г. Избербаш нужны квалифицированные специалисты. Велихан Шайдаев сразу же едет туда и становится бурильщиком. Люди работали с энтузиазмом, одну за другой бурили скважины. И вот 12 августа 1936 года в 5 часов утра из скважины №58, которую бурил Велихан Шайдаев, ударил мощный нефтяной фонтан. Сердце мастера ликовало. Он видел в потоке густой черной массы не только свою долю труда, которой имел полное право гордиться, но и луч надежды на достойную жизнь и благополучное будущее. В те знаменательные дни корреспондентам газет и радио республики В. Шайдаев отвечал: «Вы видите этот поселок, вы видите светлые уютные дома рабочих, клуб, столовую, две школы, больницу, магазин, детские ясли — все это выросло на моих глазах, во всём этом есть доля моего труда, труда моей бригады. Вот чему мы особенно рады».
Велихан Шайдаев в те годы был лучшим из лучших среди стахановцев не только г. Избербаш, но и всей республики. В 1936 году его бригада добыла более 31 тонны нефти. Наступил 1937 год, вошедший в историю не только как год репрессий. Страна готовилась к выборам Верховного Совета Союза ССР первого созыва. По Дербентскому избирательному округу по выборам в Совет Союза была выдвинута кандидатура Народного поэта Дагестана Сулеймана Стальского. В сёлах и трудовых коллективах Южного Дагестана проходили встречи с кандидатом в депутаты и доверенными лицами, близился день выборов, 12 декабря. Но судьба распорядилась по-иному. 23 ноября 1937 года Дагестан и всю страну облетела скорбная весть о кончине поэта Сулеймана Стальского. 1937 год для бригады Велихана Шайдаева был особенно успешным. За 10 месяцев было пробурено 60 600 метров и добыто более 20 тысяч тонн нефти. И вот 4 декабря 2500 рабочих-нефтяников г. Избербаш выдвигают из своей среды В. Шайдаева кандидатом в депутаты Верховного Совета СССР. В каждом номере газеты «Дагестанская правда» в те дни публиковались отчёты о собраниях и встречах, отклики отдельных лиц и целых коллективов. Писали о В. Шайдаеве люди разных национальностей и возрастов: помощник бурильщика Магомед Аллахвердиев, рабочий Хидирнаби Гамидов, бригадир Семен Гуртовой и многие другие. В последующих номерах дагестанские газеты знакомят читателей уже с впечатлениями депутата Верховного Совета СССР В. Шайдаева после поездок в г. Москва. По решению республиканских органов власти с началом Великой Отечественной войны Велихана Шайдаева направляют в Касумхюрский район руководить крупнейшим колхозом им. Сталина села Курхюр. Это зерновое хозяйство обеспечивало весь район семенами. После В. Шайдаев становится председателем отстающего колхоза им. Салмана села Чухверхюр, а в последние годы руководил хозяйством в родном ауле Хпитар. Казалось бы, что эти и другие села и хозяйства были далеки от мест военных действий и жили себе спокойной жизнью. Но все было не так. Фронт забирал не только трудоспособное мужское население сел, но и рабочий скот, особенно лошадей. Велихан Шайдаев прожил долгую жизнь, ушёл из жизни, когда ему было далеко за 80 лет, в 1982 году, и был похоронен в сел. Эминхюр Сулейман-Стальского района, куда переселились хпитарцы после землетрясения 1966 года. Здесь в настоящее время проживает семья единственного сына Шамиля.